# Bula de oro de Dečani
Las cartas Dečani chrysobulls, en  serbio Дечанске хрисовуље/Dečanske hrisovulje o Dečani charters , Дечанске повеље/Dečanske povelje son «crisobullos» o Bula de oro que datan de 1321-1331, firmados por Esteban Uroš III Dečanski de Serbia, rey serbio, que contiene una lista detallada de hogares y aldeas en lo que hoy es Metohija y el noroeste de Albania.
El rey Stefan Dečanski (r. 1321-1331) mencionó que los dignatarios de la corte presentes en la asamblea Dečani eran los kaznac, tepčija, vojvoda, sluga y stavilac.
Los crisobulos no enumeraban todos los asentamientos en el dominio de los reyes serbios, sino sólo los que pagaban impuestos. Los asentamientos listados en la primera región de la carta eran en su mayoría étnicamente serbios. La mayoría de los albaneses de la época eran católicos y como tales podrían no haber sido listados en los documentos de los monasterios ortodoxos serbios. Algunos de los listados como Vlachs podrían haber sido en realidad albano-parlantes.
Se registró un total de 89 asentamientos con 2666 hogares, de los cuales 86 asentamientos eran serbios (96,6%) y 3 (3,3%) eran albaneses.